# Кабестан (тип судна)
Кабеста́н (фр. cabestan), кабестанное судно, — тяговое судно, оборудованное кабестаном (лебёдкой), исторический тип речного парохода, действовавший по принципу коноводного судна.
Кабестанная система использовалась на ранних этапах парового судоходства на реках. Кабестаном при этом называли паровой тягач, тянувший за собой караван барж. Передвигался кабестан за счет наматывания на барабан кабеля, свободный конец которого завозился специальным судном вверх по течению и закреплялся на берегу якорем или иным способом. Сам «тягач» был плоскодонным судном длиной 60 и шириной 15 метров. Посреди тягача помещался паровой агрегат мощностью в 30–60 сил. По бортам кабестан имел гребные колёса, потому что вниз по течению он шёл не «подачами», подтягиваясь к якорю, а как обычный пароход. Палубы не было. Всё свободное место внутри судна занимали свёрнутые «шеймы» — якорные тросы.
Как и коноводное судно, кабестан подтягивал себя к завезённому вверх по течению якорю, однако в отличие от коноводного судна, шпиль кабестана вращали не лошади, а паровая машина. Для завоза якорей вверх по течению использовались два небольших пароходика, именовавшихся забежками. Пока кабестан подтягивался к одному якорю, забежка доставляла вперёд другой; таким образом достигалась плавность движения. Мощность забежек составляла 20—30 номинальных сил[неизвестный термин], мощность машины самого кабестана — 40—60 номинальных сил. Средний кабестан имел около тридцати метров в длину и десять — двенадцать метров в ширину.
Кабестан брал на буксир пять — шесть крупных подчалков, общая грузоподъёмность такого поезда составляла пятьсот тысяч пудов; или десять — пятнадцать барж-мокашин, такой состав имел общую грузоподъёмность в двести тысяч пудов.
Кабестаны возникли в первой половине XIX века и просуществовали до восьмидесятых годов XIX века. Главным недостатком кабестанов была низкая скорость. Впоследствии кабестаны были вытеснены колёсными пароходами.